# Julieta Campusano
Julieta Campusano Chávez (Coquimbo, 31 de mayo de 1918-Santiago, 11 de junio de 1991) fue una costurera y política chilena, militante del Partido Comunista de Chile (PCCh). Se desempeñó como regidora de Santiago, diputada y senadora de la República.

## Vida personal y familia
Nació el 31 de mayo de 1918, en Coquimbo. Fue hija de Eleodoro Campusano Contreras y Jesús Chávez Chávez.
Contrajo matrimonio con Guillermo Carvajal Molongo y tuvieron dos hijas: Dolores y María Victoria.

## Carrera política
Desde muy joven militó en el Partido Comunista, ya en 1944 llegó a ser miembro del Comité Central del Partido Comunista. En las elecciones municipales de 1947, fue elegida regidora por Santiago. 
Durante el gobierno de Gabriel González Videla, se promulgó la Ley Maldita, ilegalizando al PC y por ello, Julieta fue encarcelada y estuvo retirada de la vida pública, hasta 1958, cuando la ley fue derogada. Volviendo a la política chilena, en 1961, fue elegida diputada por la 7ª Agrupación Departamental de Santiago, por el período de 1961 a 1965.
En 1965, fue elegida senadora para el período de 1965 a 1973, por las provincias de Atacama y Coquimbo, siendo la primera senadora en la historia de su partido. Fue reelegida por la misma zona para el período de 1973 a 1981.
Después del golpe militar de 1973, se asiló en la embajada de Holanda. Vivió el exilio en Alemania, Cuba, Holanda y Argentina, donde participó en actividades solidarias como parte de la oposición al régimen militar.
Regresó al país clandestinamente en 1987, siendo relegada a Camiña en la zona norte del país. En junio del mismo año volvió a Santiago y comenzó a trabajar por la restauración de la democracia. Fue una de las primeras dirigentes comunistas que se inscribió en el registro electoral.
Falleció a causa de cáncer el 11 de junio de 1991, en Santiago.

## Historial electoral

### Elecciones parlamentarias de 1965
- Elecciones Parlamentarias de 1965 a Senador por la 2ª Agrupación Provincial, Atacama y Coquimbo

### Elecciones parlamentarias de 1973
- Elecciones Parlamentarias de 1973 a Senador por la 2ª Agrupación Provincial, Atacama y Coquimbo.